# حزب کمونیست ترکمنستان
حزب کمونیست ترکمنستان شعبه حزب کمونیست شوروی سابق در جمهوری خودمختار ترکمنستان بود. از سال ۱۹۸۵ میلادی دبیرکل آن صفرمراد نیازف بود که بعد از استقلال ترکمنستان در سال میلادی ۱۹۹۱ به حزب دموکراتیک ترکمنستان تبدیل شد.